# Championnat du monde de vitesse moto 1993
Navigation
Édition précédente Édition suivante
Le Championnat du monde de vitesse moto 1993 est la 45e saison de vitesse moto organisée par la FIM.

Ce championnat comporte quatorze courses de Grand Prix, pour trois catégories : 500 cm3, 250 cm3 et 125 cm3.

## Attribution des points
Le système d'attribution des points change à nouveau. Attribués aux seuls dix premiers pour la saison 1992, des points sont attribués de nouveau aux quinze premiers de chaque course. Pour les trois premiers, le barème change par rapport aux saisons précédentes :
| Classement | 1  | 2  | 3  | 4  | 5  | 6  | 7 | 8 | 9 | 10 | 11 | 12 | 13 | 14 | 15 |
| ---------- | -- | -- | -- | -- | -- | -- | - | - | - | -- | -- | -- | -- | -- | -- |
| Points     | 25 | 20 | 16 | 13 | 11 | 10 | 9 | 8 | 7 | 6  | 5  | 4  | 3  | 2  | 1  |

| Classement | 1  | 2  | 3  | 4  | 5  | 6  | 7 | 8 | 9 | 10 | 11 | 12 | 13 | 14 | 15 |
| ---------- | -- | -- | -- | -- | -- | -- | - | - | - | -- | -- | -- | -- | -- | -- |
| Points     | 20 | 17 | 15 | 13 | 11 | 10 | 9 | 8 | 7 | 6  | 5  | 4  | 3  | 2  | 1  |

## Grand Prix de la saison
| N° | Course                           | Lieu          | Vainqueur 125 cm³ | Vainqueur 250 cm³    | Vainqueur 500 cm³ | Résultat |
| -- | -------------------------------- | ------------- | ----------------- | -------------------- | ----------------- | -------- |
| 1  | Grand Prix d'Australie           | Eastern Creek | Dirk Raudies      | Tetsuya Harada       | Kevin Schwantz    | Résultat |
| 2  | Grand Prix de Malaisie           | Shah Alam     | Dirk Raudies      | Nobuatsu Aoki        | Wayne Rainey      | Résultat |
| 3  | Grand Prix du Japon              | Suzuka        | Dirk Raudies      | Tetsuya Harada       | Wayne Rainey      | Résultat |
| 4  | Grand Prix d'Espagne             | Jerez         | Kazuto Sakata     | Tetsuya Harada       | Kevin Schwantz    | Résultat |
| 5  | Grand Prix d'Autriche            | Salzburgring  | Takeshi Tsujimura | Doriano Romboni      | Kevin Schwantz    | Résultat |
| 6  | Grand Prix d'Allemagne           | Hockenheim    | Dirk Raudies      | Doriano Romboni      | Daryl Beattie     | Résultat |
| 7  | Grand Prix des Pays-Bas          | Assen         | Dirk Raudies      | Loris Capirossi      | Kevin Schwantz    | Résultat |
| 8  | Grand Prix d'Europe              | Catalunya     | Noboru Ueda       | Max Biaggi           | Wayne Rainey      | Résultat |
| 9  | Grand Prix de Saint-Marin        | Mugello       | Dirk Raudies      | Loris Capirossi      | Michael Doohan    | Résultat |
| 10 | Grand Prix de Grande-Bretagne    | Donington     | Dirk Raudies      | Jean-Philippe Ruggia | Luca Cadalora     | Résultat |
| 11 | Grand Prix de République tchèque | Brno          | Kazuto Sakata     | Loris Reggiani       | Wayne Rainey      | Résultat |
| 12 | Grand Prix d'Italie              | Misano        | Dirk Raudies      | Jean-Philippe Ruggia | Luca Cadalora     | Résultat |
| 13 | Grand Prix des États-Unis        | Laguna Seca   | Dirk Raudies      | Loris Capirossi      | John Kocinski     | Résultat |
| 14 | Grand Prix de la FIM             | Jarama        | Ralf Waldmann     | Tetsuya Harada       | Alex Barros       | Résultat |

## Résultats de la saison

### Championnat 1993 catégorie 500 cm³
| Clas. | Pilote          | N° | Pays        | Constructeur        | Points | Victoires |
| ----- | --------------- | -- | ----------- | ------------------- | ------ | --------- |
| 1     | Kevin Schwantz  | 34 | États-Unis  | Lucky Strike-Suzuki | 248    | 4         |
| 2     | Wayne Rainey    | 1  | États-Unis  | Marlboro-Yamaha     | 214    | 4         |
| 3     | Daryl Beattie   | 4  | Australie   | Rothmans-Honda      | 176    | 1         |
| 4     | Michael Doohan  | 2  | Australie   | Rothmans-Honda      | 156    | 1         |
| 5     | Luca Cadalora   | 7  | Italie      | Marlboro-Yamaha     | 145    | 2         |
| 6     | Alex Barros     | 9  | Brésil      | Lucky Strike-Suzuki | 125    | 1         |
| 7     | Shinichi Itoh   | 6  | Japon       | Rothmans-Honda      | 119    | 0         |
| 8     | Álex Crivillé   | 8  | Espagne     | Campsa-Honda        | 117    | 0         |
| 9     | Niall Mackenzie | 11 | Royaume-Uni | Valvoline-Yamaha    | 103    | 0         |
| 10    | Doug Chandler   | 5  | États-Unis  | Cagiva              | 83     | 0         |

### Championnat 1993 catégorie 250 cm³
| Clas. | Pilote               | N° | Pays      | Constructeur | Points | Victoires |
| ----- | -------------------- | -- | --------- | ------------ | ------ | --------- |
| 1     | Tetsuya Harada       | 31 | Japon     | Yamaha       | 197    | 4         |
| 2     | Loris Capirossi      | 65 | Italie    | Honda        | 193    | 3         |
| 3     | Loris Reggiani       | 13 | Italie    | Aprilia      | 158    | 1         |
| 4     | Max Biaggi           | 5  | Italie    | Honda        | 142    | 1         |
| 5     | Doriano Romboni      | 10 | Italie    | Honda        | 139    | 2         |
| 6     | Jean-Philippe Ruggia | 17 | France    | Aprilia      | 129    | 2         |
| 7     | Helmut Bradl         | 4  | Allemagne | Honda        | 126    | 0         |
| 8     | Tadayuki Okada       | 18 | Japon     | Honda        | 120    | 0         |
| 9     | Alberto Puig         | 6  | Espagne   | Honda        | 106    | 0         |
| 10    | Pier-Francesco Chili | 3  | Italie    | Yamaha       | 106    | 0         |

### Championnat 1993 catégorie 125 cm³
| Clas. | Pilote              | N° | Pays      | Constructeur | Points | Victoires |
| ----- | ------------------- | -- | --------- | ------------ | ------ | --------- |
| 1     | Dirk Raudies        | 5  | Allemagne | Honda        | 280    | 9         |
| 2     | Kazuto Sakata       | 8  | Japon     | Honda        | 266    | 2         |
| 3     | Takeshi Tsujimura   | 36 | Japon     | Honda        | 177    | 1         |
| 4     | Ralf Waldmann       | 3  | Allemagne | Aprilia      | 160    | 1         |
| 5     | Noboru Ueda         | 7  | Japon     | Honda        | 129    | 1         |
| 6     | Akira Saito         | 17 | Japon     | Honda        | 117    | 0         |
| 7     | Olivier Petrucciani | 15 | Suisse    | Aprilia      | 82     | 0         |
| 8     | Jorge Martínez      | 6  | Espagne   | Honda        | 74     | 0         |
| 9     | Herri Torrontegui   | 12 | Espagne   | Aprilia      | 65     | 0         |
| 10    | Peter Öttl          | 11 | Allemagne | Aprilia      | 64     | 0         |